# Gammel Lejre
Gammel Lejre er en landsby i Lejre Kommune, ca. 1,5 km nord for stationsbyen Lejre. 
Gammel Lejre er nutidens betegnelse for middelalderens Lejre, mens stationsbyen Lejre først er etableret i tilknytning til bygning af Lejre Station.
I Gammel Lejre findes en række gamle landsbymiljøer med gamle firlængede gårde. Her findes også Lejre Museum indrettet i den gamle firelængede gård Hestebjerggård fra 1800-tallet med supplerende udstillinger i den nærliggende og endnu ældre Gl. Kongsgård fra omkring 1700.

## Landsbyens historie
Ifølge Saxo Grammaticus blev Lejre (dvs. nutidens Gammel Lejre) grundlagt som en kongeby af Roars efterfølger, Rolf Krake, og Lejre hævdes gennem en årrække at have været hjemsted og kongeby for en række efterkommerne efter bl.a. Skjold. Disse efterkommere betegner bl.a. Saxo som Skjoldungerne, og fortællingerne om deres historie og bedrifter indgår i Skjoldungesagaen.
Andre gamle sagn og overleveringer beretter imidlertid, at Roar skulle være den 23. konge i Lejre, og at kongebyen skulle være grundlagt allerede få år før Kristus. Ifølge disse gamle sagn skulle byen være grundlagt af Skjold, Odins søn. Heltekvadet Bjarkemål beskriver krigeren Bjarkes bedrifter ved Rolf Krakes hof i Lejre.
I følge mange sagn og krøniker (se bl.a. Lejrekrøniken) skulle de danske konger have haft hovedsæde i Lejre indtil det 9. eller 10. århundrede.

## Seværdigheder i landsby og omegn
- Lejre Museum og den nærliggende Gammel Kongsgård
- Skibssætning på bakken bag (øst for) Lejre Museum
- "Lejrehallen" på bakken foran (vest for) Lejre Museum med markering i terrænet af en ca. 48x11 meter stor bygning, evt. kongehal, fra 500-tallet, fundet under udgravninger i 1997
- Mange oldtidshøje i området omkring Gammel Lejre (bl.a. Mysselhøj)
- Sagnlandet Lejre. Historisk- Arkæologisk Forsknings- og Formidlingscenter
- Ledreborg
- Vandrestien Skjoldungestien passerer gennem Gammel Lejre umiddelbart øst for landsbyen